# August Klingemann

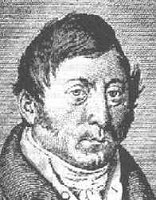
Ernst August Friedrich Klingemann (Bonaventura)

Ernst August Friedrich Klingemann (* 31. August 1777 in Braunschweig; † 25. Januar 1831 ebenda) war ein deutscher Schriftsteller der Romantik und Theaterregisseur. Laut neuerer Forschung ist er der Verfasser des berühmten Romans Nachtwachen (1804), der unter dem Pseudonym „Bonaventura“ veröffentlicht wurde und deshalb allgemein als Die Nachtwachen von Bonaventura bekannt ist.

## Leben

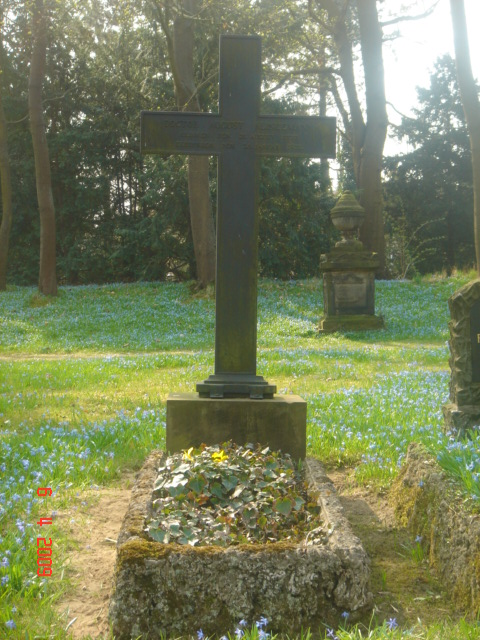
Klingemanns Grab

Ernst August Friedrich Klingemann, Sohn eines Kopisten, wurde 1777 in Braunschweig geboren. Früh schon entwickelte er ein Interesse am Theater, das sein ganzes Leben anhalten sollte. Nachdem er erfolgreich seine Schulausbildung am Collegium Carolinum in Braunschweig absolviert hatte, ging Klingemann 1798 nach Jena, wo er Jura und Philosophie studierte. Dort hörte er u. a. Vorlesungen von Johann Gottlieb Fichte, Friedrich Wilhelm Joseph Schelling und August Wilhelm Schlegel und befreundete sich mit Clemens Brentano.

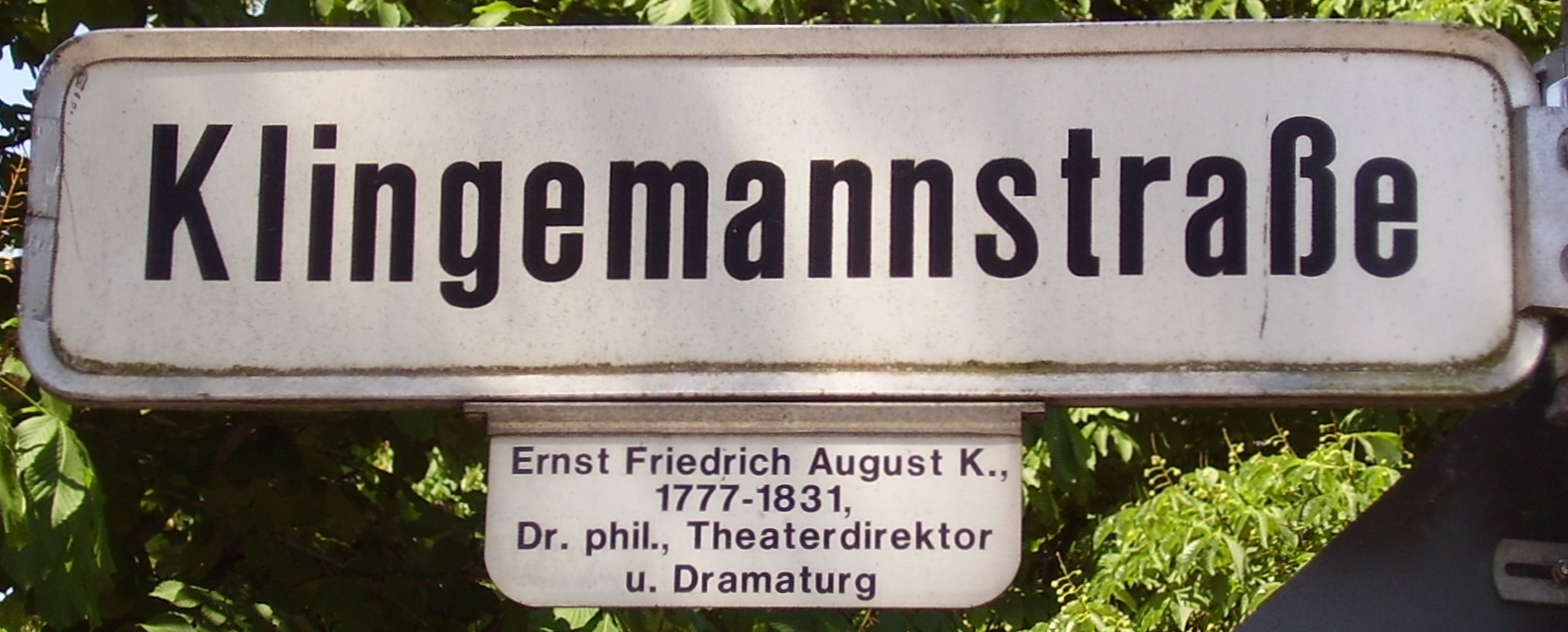
Straßenschild in Braunschweig zur Erinnerung an Ernst Friedrich August Klingemann

1801 brach er das Studium ab und ging zurück nach Braunschweig, wo er sich an der Redaktion der Zeitung für die elegante Welt beteiligte. 1810 heiratete er Elise Anschütz, die Schauspielerin bei der „Waltherschen Gesellschaft“ war. Klingemann wurde im selben Jahr Oberregisseur dieser Kompagnie. Ab 1818 war er Direktor des Braunschweiger Nationaltheaters, das aus der „Waltherschen Gesellschaft“ hervorging. An diesem Theater brachte Klingemann Goethes Faust I in eine für das Theater geeignete Fassung, die er als Regisseur am 19. Januar 1829 erstmals aufführen ließ. Im selben Jahr nahm Klingemann eine Professur an seiner alten Schule, dem Collegium Carolinum, an. Bereits ein Jahr später war er jedoch wieder als Direktor am Theater, das seit 1826 den Namen „Herzogliches Hoftheater“ trug. Im Jahr darauf starb Klingemann. Sein Grab befindet sich auf dem Domfriedhof in Braunschweig. In seiner Heimatstadt ist im Östlichen Ringgebiet eine Straße nach ihm benannt.

## Die Nachtwachen des Bonaventura
Die Urheberschaft des Romans Nachtwachen war über ein Jahrhundert lang umstritten. Die Germanistik hat das Werk zeitweilig unter anderem Clemens Brentano, E.T.A. Hoffmann, Karl Friedrich Gottlob Wetzel und Caroline Schelling zugeschrieben. Jean Paul vermutete in seinen „Reminiszenzen und Lizenzen“ zu seinem Gianozzo, dass Friedrich Wilhelm Joseph Schelling hinter dem Werk stecke. Heute nimmt man aufgrund der Forschungen Jost Schillemeits und Horst Fleigs mit großer Sicherheit an, Klingemann habe den Roman verfasst. 1987 veröffentlichte Ruth Haag in der Zeitschrift Euphorion den Artikel Noch einmal: Der Verfasser der Nachtwachen von Bonaventura und berichtete von einem besonderen Fund. In einer Handschriften-Sammlung der Universität von Amsterdam fand sie eine Liste der Veröffentlichungen Klingemanns, in der dieser handschriftlich vermerkt „Nachtwachen. Penig. Dienemann. 1804“ und somit die Urheberschaft der Nachtwachen für sich beansprucht.

## Werke

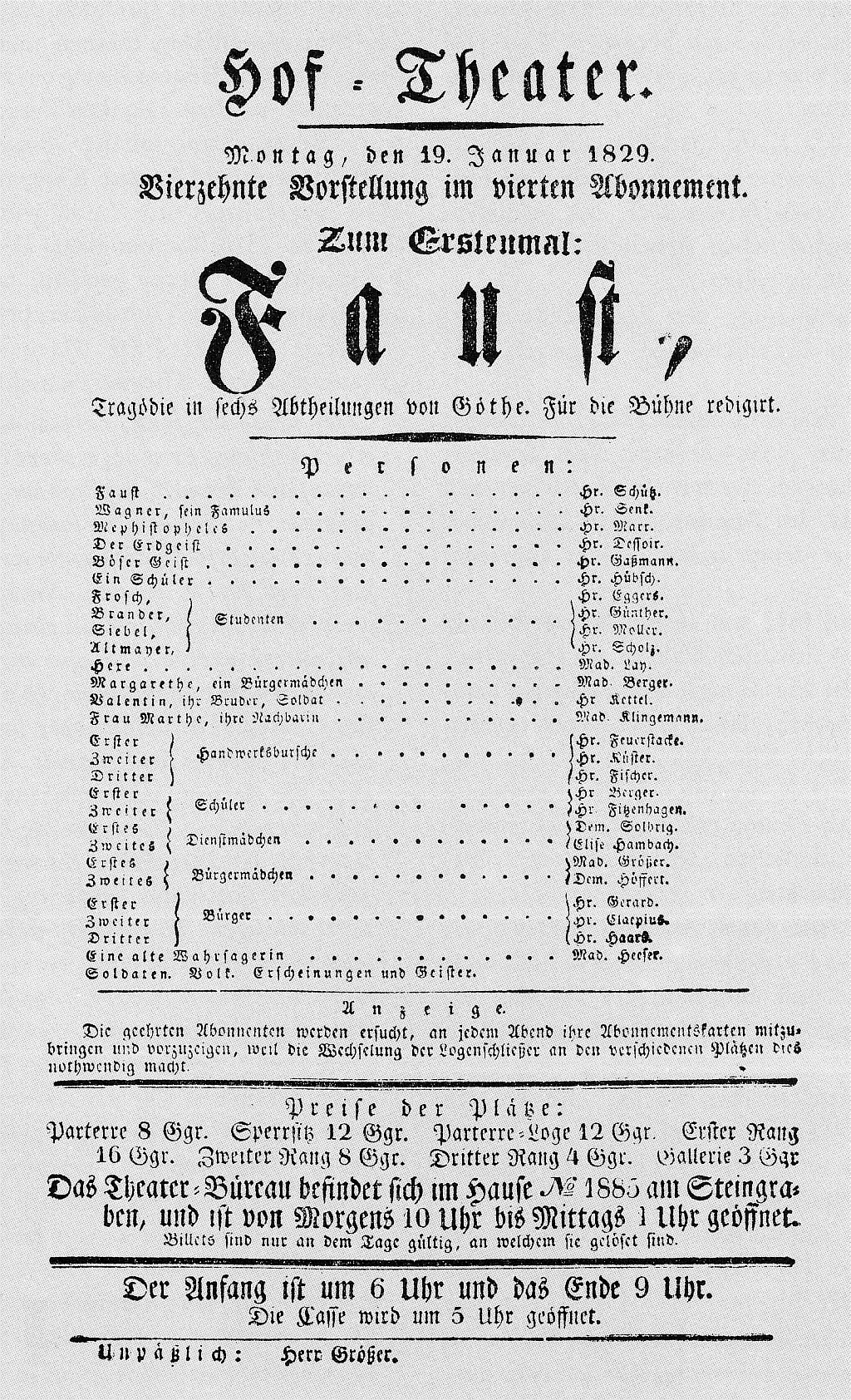
Theaterzettel der Uraufführung von Goethes „Faust I“ im Braunschweiger Hof-Theater am 19. Januar 1829.

Klingemann verfasste viele Romane und Dramen, die im Geiste der Romantik geschrieben sind und sich seinerzeit großer Beliebtheit erfreuten. Eine Zeitlang gehörte er zu den meistgespielten Theaterschriftstellern Deutschlands.
Romane
- Wildgraf Eckard von der Wölpe (Braunschweig 1795)
- Die Ruinen im Schwarzwalde (2 Bände, Braunschweig 1798/99)
- Romano (2 Bände, Braunschweig 1800/01)
- Albano, der Lautenspieler (Leipzig 1802)
- Nachtwachen. Von Bonaventura (Penig 1804) (Digitalisat und Volltext im Deutschen Textarchiv sowie librivox)

Dramen
- Ahnenstolz. Lustspiel in fünf Aufzügen nach Cramer (Braunschweig 1795) [Neuausgabe (mit einem Nachwort hg. von Manuel Zink) Hannover 2012, ISBN 978-3-86525-274-6]
- Die Asseburg. Historisch-romantisches Gemälde (2 Bände, Braunschweig 1796/97)
- Die Maske (Braunschweig 1797)
- Fehltritt aus Schwärmerei. Lustspiel in einem Aufzuge (Braunschweig 1797) (Digitalisat)
- Selbstgefühl. Ein Charaktergemälde in fünf Aufzügen (Braunschweig 1800) [Neuausgabe (mit einem Nachwort hg. von Manuel Zink) Hannover 2013, ISBN 978-3-86525-350-7]
- Der Schweizerbund (2 Bände, Leipzig 1804/05)
- Freimütigkeiten. Ein...blöder Mitbewerber um den vom Herrn v. Kotzebue ausgesetzten Preis für das beste Lustspiel (Lüneburg 1804)
- Der Lazzaroni oder Der Bettler von Neapel (Hamburg 1805)
- Heinrich von Wolfenschießen (Leipzig 1806)
- Columbus (Stuttgart/Tübingen 1808)
- Heinrich der Löwe. Eine historische Tragödie in fünf Akten (Tübingen 1808); Neuausgabe mit einem Nachwort hg. von Eberhard Rohse, Braunschweig 1996 (= Schriften der Literarischen Vereinigung Braunschweig, Bd. 43)
- Cromwell (Stuttgart/Tübingen 1811)
- Moses. Ein dramatisches Gedicht (Helmstedt 1812)
- Schill oder das Declamatorium in Krähwinkel. Posse (Helmstedt 1812)
- Faust (Leipzig 1815) (UA am 26. April 1812 Königsberg; Musik: Friedr. Adam Hiller)
- Don Quixote und Sancho Pansa. Dramatisches Spiel mit Gesang (Leipzig 1815)
- Deutsche Treue (Helmstedt 1816)
- Die Grube zur Dorothea (Helmstedt 1817)
- Das Kreuz im Norden (Braunschweig 1818)
- Ferdinand Cortez, oder: die Eroberung von Mexiko (Braunschweig 1818)
- Die Witwe von Ephesus Lustspiel in einem Acte (Wien 1818) (Digitalisat)
- Der Falkenstein. Drama in Einem Akte (Braunschweig 1822; Uraufführung 1821) (Digitalisat)
- Ahasver (Braunschweig 1827)
- Melpomene. Enthält die Dramen: Die Braut von Kynast und Bianca di Sepolcro (Braunschweig 1830)

Literatur- und kunsttheoretische Schriften (in Auswahl)
- Memnon. Eine Zeitschrift (Leipzig 1800)
- Was für Grundsätze müssen eine Theaterdirektion bei der Auswahl der aufzuführenden Stücke leiten? (Leipzig 1802)
- Über Schillers Tragödie: Die Jungfrau von Orleans (Leipzig 1802)
- Über die romantische Tragödie (Stuttgart/Tübingen 1808)
- Vorlesungen für Schauspieler (Helmstedt 1818)
- Über den Geist der tragischen Kunst (Stuttgart/Tübingen 1820)
- Kunst und Natur. Blätter aus meinem Reisetagebuche (3 Bände, Braunschweig 1819, 1821, 1828)
- Allgemeiner deutscher Theater-Almanach für das Jahr 1822 (Braunschweig 1822)
- Theaterschriften (mit einem Nachwort hg. von Alexander Košenina, Hannover 2012, ISBN 978-3-86525-273-9)

Briefe
- August Klingemann. Briefwechsel (hg. von  Alexander Košenina u. Manuel Zink, Göttingen 2018)

## Schüler
- Wilhelmine Berger